# Raw TV
Raw TV è una casa di produzione televisiva britannica con sede a Londra, che produce documentari e sceneggiati televisivi, tra cui Gold Rush, Banged Up Abroad, Shackleton: Death or Glory, Three Identitical Strangers, Stanley Tucci: Searching for Italy e Il truffatore di Tinder. L'azienda è stata fondata nel 2001 da Dimitri Doganis, con un "piccolo accordo di sviluppo" con Channel 4. La società è stata acquisita da Discovery Communications nel 2014, e poi da All3Media nel 2017.